# Charleston (West Virginia)
 For alternative betydninger, se Charleston. (Se også artikler, som begynder med Charleston)
Charleston er hovedstad i den amerikanske delstat West Virginia. Byen har 48.864(2020) indbyggere og er administrativt center i det amerikanske county Kanawha County.